# Großsteingrab Venslev Marker 1
Das Großsteingrab Venslev Marker 1 war eine megalithische Grabanlage der jungsteinzeitlichen Nordgruppe der Trichterbecherkultur im Kirchspiel Ferslev in der dänischen Kommune Frederikssund. Es wurde um 1853 zerstört.

## Lage
Das Grab lag südwestlich von Venslev auf einem Feld. In der näheren Umgebung gibt bzw. gab es zahlreiche weitere megalithische Grabanlagen.

## Forschungsgeschichte
Um 1853 wurde das Grab zerstört. Im Jahr 1873 führten Mitarbeiter des Dänischen Nationalmuseums eine Dokumentation der Fundstelle durch. Zu dieser Zeit waren keine baulichen Überreste mehr auszumachen.

## Beschreibung
Die Anlage besaß wahrscheinlich eine Hügelschüttung, über die aber nichts bekannt ist. Die Grabkammer ist als Urdolmen anzusprechen. Sie war nordwest-südöstlich orientiert und hatte einen rechteckigen Grundriss. Die Kammer bestand aus je einem Wandstein im Nordwesten, Nordosten und Südwesten. An der Südostseite befand sich ein Eingangsstein. Der Deckstein fehlte um 1853 bereits.